# 1988 w Wojsku Polskim
Kalendarium Wojska Polskiego 1988 – wydarzenia w Wojsku Polskim w 1988 roku.

## 1988
- w Sztabie Generalnym Wojska Polskiego prowadzono prace nad planem zmian organizacyjnych w SZ PRL[1]

## Styczeń
4 stycznia
- z okazji 45-lecia ludowego Wojska Polskiego Główny Zarząd Polityczny Wojska Polskiego ogłosił konkurs pod hasłem „Barwy żołnierskiej służby”. Był to konkurs na wspomnienia, przeżycia i refleksje związane ze służbą wojskową[2].

5 stycznia

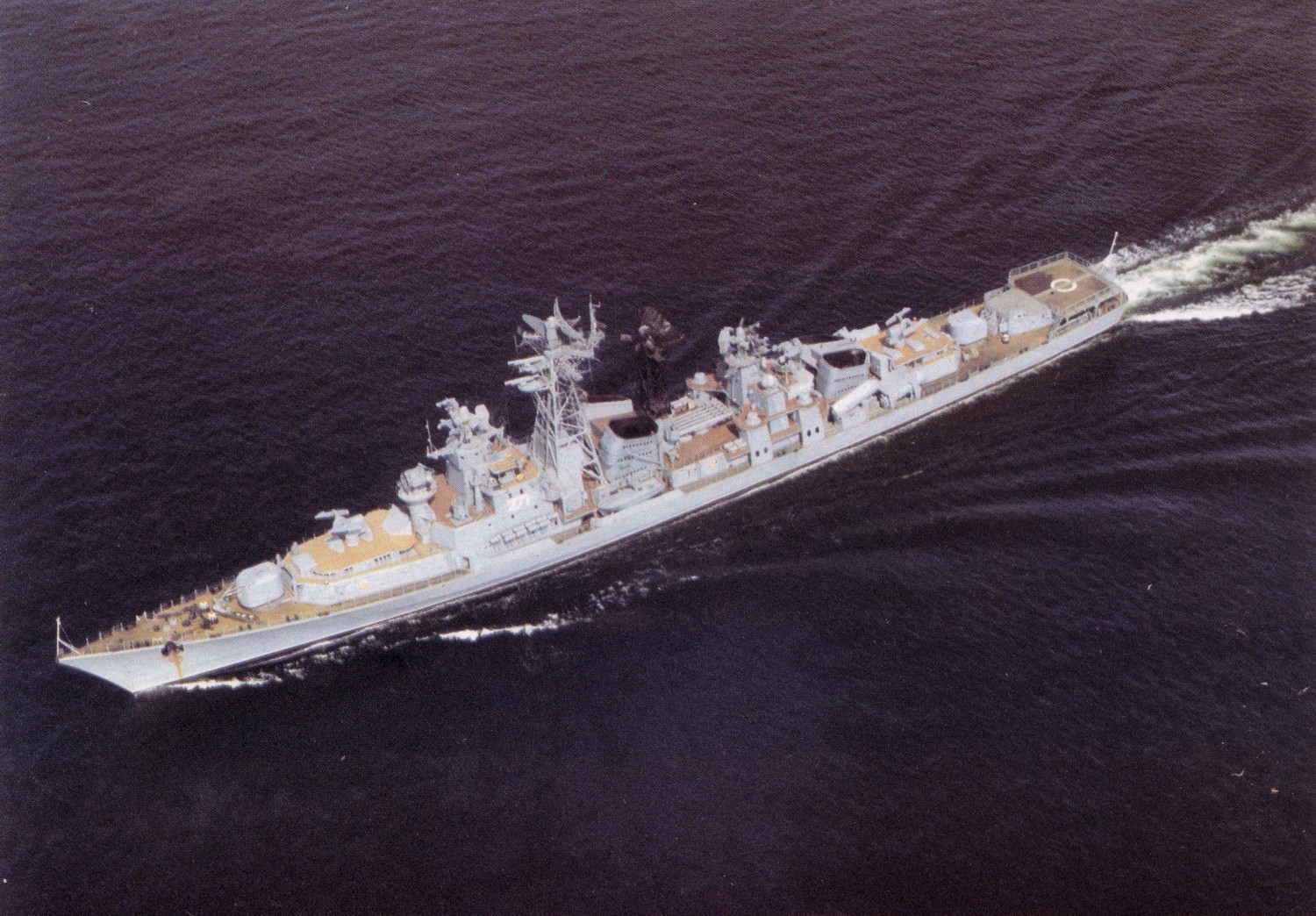
ORP Warszawa

- I zastępca szefa Głównego Zarządu Politycznego WP wiceadmirał Ludwik Dutkowski spotkał się z grupą wojskowych weteranów ruchu robotniczego, wyróżnionych uchwałą Sekretariatu KC PZPR Medalem im. Ludwika Waryńskiego. Medalem im. Ludwika Waryńskiego zostali wyróżnieni: gen. dyw. Edward Poradko, gen. bryg. Zdzisław Żarski oraz pułkownicy T. Grabowski, W. Staromłyński, H. Krasuski, J. Mroczek, J. Fortuna, W. Mrowiec, S. Radaj i S. Wojtan[2].

8 stycznia
- odbyło się posiedzenie Komitetu Redakcyjnego kwartalnika Wojskowy Przegląd Historyczny. Obradom przewodniczył członek Biura Politycznego, sekretarz KC PZPR gen. broni dr Józef Baryła[2].

9 stycznia
- W porcie wojennym Gdynia – Oksywie podniesiono banderę na niszczycielu rakietowym ORP „Warszawa”. Nowa jednostka zastąpiła niszczyciel rakietowy noszący to samo imię. W uroczystości uczestniczyli przedstawiciele władz województwa gdańskiego z S. Bejgerem, delegacja władz Warszawy z J. Kubasiewiczem, członkowie kierownictwa MON z wiceministrem obrony narodowej gen. broni Zbigniewem Nowakiem i I zastępcą szefa Głównego Zarządu Politycznego Wojska Polskiego, wiceadm. Ludwikiem Dutkowskim. Obecna była delegacja Floty Bałtyckiej ZSRR z wiceadm. A. Kornijenką. Aktu nadania imienia okrętowi dokonała K. Antos[2].

13 stycznia
- do służby weszła korweta rakietowa ORP „Metalowiec”.

14 stycznia-15 stycznia
- odbyła się konferencja teoretyczno-metodyczna organizatorów i wykładowców Wieczorowych Uniwersytetów Marksizmu-Leninizmu oraz Studium Podstaw Marksizmu-Leninizmu. Referaty problemowe i informacje wygłosili zastępca kierownika Wydziału Propagandy KC PZPR J. Bisztyga, zastępca kierownika Wydziału Polityki Społecznej i Ekonomicznej W. Hausner, płk prof. J. Muszyński z WAP[2].

15 stycznia
- w Warszawie odbyła się konferencja rzecznika prasowego MON, gen. bryg. prof. L. Wojtasika na temat żołnierskiego udziału w pracach przy przedłużeniu Trasy Łazienkowskiej. Kosztorysowa wartość prac żołnierzy Jednostek Kolejowych i Drogowych na rzecz stolicy wynieść miała w 1988 roku ok. 1 miliarda zł. Generał Wojtasik poinformował też dziennikarzy o zamiarze budowy przez wojsko dużego parku rekreacyjno-wypoczynkowego w obrębie Fortów Bema[2].

19 stycznia
- odbyło się spotkanie aktywu partyjnego instytucji podległych głównemu inspektorowi techniki WP poświęcone ocenie realizacji zadań wynikających z posiedzeń III i VI plenum KC PZPR[2].
- minister obrony narodowej gen. armii Florian Siwicki przyjął odchodzącego w stan spoczynku gen. dyw. doc. dr inż. Czesława Krzyszowskiego, odchodzącego w stan spoczynku po 37 latach służby wojskowej. W pożegnaniu uczestniczył m.in. szef GZP WP gen. dyw. Tadeusz Szaciłło[2].

23 stycznia
- w siedzibie CWKS „Legia” odbyło się spotkanie najlepszych sportowców i trenerów Wojska Polskiego - laureatów plebiscytu Głównego Zarządu Szkolenia Bojowego Wojska Polskiego i „Żołnierza Wolności”. Najlepszym sportowcem w 1987 roku czytelnicy wybrali szermierza CWKS „Legia” plut. J. Olecha, najlepszym trenerem – trenera piłkarzy WKS „Śląsk” – H. Apostela[2].

26 stycznia
- pod przewodnictwem głównego kwatermistrza Wojska Polskiego, wiceministra obrony narodowej gen. broni Włodzimierza Oliwy odbyła się narada na której zaprezentowano projekty rozbudowy sanatorium uzdrowiskowego w Nałęczowie. Obecny był m.in. szef służby zdrowia, gen. bryg. Andrzej Kaliwoszka i szef służby zakwaterowania i budownictwa, gen. bryg. Piotr Szweda[2].
- w Warszawie obradowało VIII Plenum Zarządu Głównego Ligi Obrony Kraju. W związku z rezygnacją gen. dyw. Zygmunta Huszczy z funkcji prezesa ZG LOK, minister obrony narodowej rekomendował na to stanowisko gen. broni Tadeusza Tuczapskiego. Plenum przyjęło kandydaturę, wybierając gen. Tuczapskiego do Zarządu Głównego i Prezydium oraz powierzając mu funkcję prezesa ZG LOK[2].

30 stycznia
- rozstrzygnięty został konkurs na plakat o 45-leciu ludowego Wojska Polskiego, zorganizowany przez Głównego Zarządu Politycznego Wojska Polskiego i Krajową Agencję Wydawniczą. Pierwszą nagrodę przyznano W. Mysyrowiczowi, dwie drugie otrzymali J. Stanny i M. Mosiński, trzecią R. Socha[2].

## Luty
2 lutego
- otwarciem tematycznego pokazu filmów pt. „Niezwyciężona i legendarna” rozpoczęto w Domu Kultury Radzieckiej w Warszawie cykl imprez poświęconych 70-leciu Armii Radzieckiej. W uroczystości uczestniczył m.in. przewodniczący Krajowej Rady Polaków - byłych Żołnierzy Armii Radzieckiej gen. bryg. w st. spocz. Franciszek Cymbarewicz[2].

3 lutego
- w zebraniu podstawowej organizacji partyjnej sztabu 1 Warszawskiej Dywizji Zmechanizowanej im. Tadeusza Kościuszki uczestniczył członek tej organizacji, zwierzchnik Sił Zbrojnych PRL, gen. armii Wojciech Jaruzelski. Referat wprowadzający do dyskusji wygłosił I sekretarz POP mjr W. Laskowski. Gen. Jaruzelski, omówił najważniejsze aspekty sytuacji międzynarodowej oraz wynikające z niej wnioski, dla obronności PRL. Wręczył także legitymacje członkowskie i kandydackie PZPR[2].
- podpisano umowę o współpracy między Śląską Akademią Medyczną a Dowództwem Wojsk Lotniczych o wykorzystaniu samolotów wojskowych do przewozu personelu i sprzętu medycznego, a także chorych oraz organów ludzkich dla przeprowadzenia transplantacji[2].

5 lutego
- z młodzieżą rodzin wojskowych przebywającą na kolonii w Orzyszu spotkał się główny kwatermistrz Wojska Polskiego, wiceminister obrony narodowej gen. broni Włodzimierz Oliwa i kwatermistrz Warszawskiego Okręgu Wojskowego, gen. bryg. Marian Wróblewski[2].

10 lutego
- Członek Biura Politycznego KC PZPR, minister obrony narodowej PRL, gen. armii Florian Siwicki spotkał się z przebywającym w Polsce naczelnym dowódcą Zjednoczonych Sił Zbrojnych Państw-Stron Układu Warszawskiego, marszałkiem Związku Radzieckiego W. Kulikowem. Wymieniono poglądy na sytuację polityczno-militarną w Europie oraz omówiono kierunki dalszej współpracy w ramach Zjednoczonych Sił Zbrojnych[2].

11 lutego
- w Kwatermistrzostwie Warszawskiego Okręgu Wojskowego odbyło się plenarne posiedzenie Komisji Kontrolno Rewizyjnej PZPR[2].

15 lutego
- w Domu Przyjaźni Polsko-Radzieckiej odbyła się ogólnopolska sesja popularnonaukowa na temat” „70 lat Armii Radzieckiej, 45 lat zwycięstwa pod Stalingradem”. Sesję zorganizowała Komisja Historyczna ZG ZBoWiD i Komisja Braterstwa Broni ZG TPPR. W obradach udział wzięli: prezes ZG ZBoWiD, gen. broni Józef Kamiński, wiceprzewodniczący Rady Naczelnej ZBoWiD, Eugeniusz Szyr, przewodniczący Komisji Historycznej ZG ZBoWiD, gen. bryg. dr Rudolf Dzipanow, oraz przewodniczący Komisji Braterstwa Broni ZG TPPR, gen. dyw. pil. Jan Raczkowski. Obecni byli: I zastępca szefa Głównego Zarządu Politycznego Wojska Polskiego wiceadmirał Ludwik Dutkowski, attaché wojskowy, morski i lotniczy przy Ambasadzie ZSRR w Warszawie, płk A. Tienieniow, oraz przedstawiciel naczelnego dowódcy ZSZPS UW przy WP – gen. płk M. Martyniuk. Referaty omawiające organizowanie radzieckich sił zbrojnych przedstawili: płk prof. E. Jadziak, płk dr hab. F. Zbiniewicz i płk T. Tienieniow[2].

17 lutego
- Instytut Systemów Zabezpieczenia Technicznego Wojsk uzyskał uprawnienia do samodzielnego nadawania doktorantom tytułów naukowych. Przy ISZTW powstała Rada Naukowa. W skład Rady Naukowej instytutu weszli: gen. gen. Tadeusz Kuśmierski, Jerzy Modrzewski, Jan Bobrowicz, Stanisław Świtalski oraz pracownicy naukowi instytutu[2].

19 lutego
- w Klubie Garnizonowym w Warszawie odbył się koncert w ramach obchodów 70-lecia Radzieckich Sił Zbrojnych. W koncercie wziął udział m.in. wiceminister obrony narodowej, główny kwatermistrz WP gen. broni Włodzimierz Oliwa. Okolicznościowe przemówienia wygłosili gen. lejtn. M. Kulikow oraz gen. dyw. Apoloniusz Golik[2].

20 lutego
- w Sali Kongresowej PKiN odbył się koncert z okazji 70 rocznicy powstania Armii Radzieckiej. W uroczystości wzięli udział członkowie najwyższych władz partyjnych i państwowych z gen. armii Wojciechem Jaruzelskim na czele, przedstawiciele Związku Radzieckiego z ambasadorem ZSRR w Polsce, W. Browikowem i marszałkiem Związku Radzieckiego Nikołajem Ogarkowem[2].

21 lutego
- delegacja PRL z członkiem Biura Politycznego KC PZPR, ministrem obrony narodowej gen. armii Florianem Siwickim wzięła udział w uroczystej akademii z okazji 70 rocznicy Armii Radzieckiej na Kremlu. Przewodniczący polskiej delegacji, generał armii Florian Siwicki i inni członkowie delegacji otrzymali medale „70 lat Sił Zbrojnych ZSRR”.

22 lutego
- na przeglądzie zorganizowanym w Gubinie spotkali się najlepsi wykonawcy pieśni radzieckich ze Śląskiego Okręgu Wojskowego. Reprezentantkami województwa zielonogórskiego na centralne eliminacje piosenki żołnierskiej zostały: Lidia Spychała i A. Pleba[2].
- w Muzeum Wojska Polskiego w Warszawie otwarto wystawę „Braterstwo broni”. Spokrewniona z rodziną gen. dyw. Wojciecha Bewziuka, L. Jagielska przekazała w darze dla Muzeum WP wszystkie odznaczenia byłego dowódcy 1 Warszawskiej Dywizji Piechoty[2].

24 lutego-25 lutego
- w jednostce garnizonu gdańskiego odbyło się posiedzenie Rady Młodzieżowej, podczas którego rozpatrzono problemy, z jakimi spotyka się młoda kadra zawodowa zwłaszcza w oddalonych garnizonach. Posiedzenie prowadził przewodniczący RM WP, kpt. Z. Ciereszko[2].

25 lutego
- z udziałem głównego kwatermistrza WP, wiceministra obrony narodowej, gen. broni Włodzimierza Oliwy, odbyła się konferencja związkowa pracowników Wojskowej Centrali Handlowej. Przewodniczącą Zarządu Okręgu NSZZ Pracowników Wojska w WCH została L. Łęszczak[2].

## Marzec
4 marca
- spotkanie rzecznika prasowego MON z dziennikarzami krajowymi i zagranicznymi[1]

7 marca
- z okazji 32 rocznicy utworzenia Narodowej Armii Ludowej NRD w 12 Dywizji Zmechanizowanej im. Armii Ludowej gościł attaché wojskowy, morski i lotniczy przy Ambasadzie NRD w Warszawie – płk G. Kriiger. Towarzyszył mu konsul NRD w Szczecinie – H. Hanisch. Goście zwiedzili salę tradycji dywizji i obejrzeli fragment szkolenia. Attaché NRD złożył także wizytę w Pomorskiej Brygadzie WOP[2].

9 marca
- na terenie Pomorskiego Okręgu Wojskowego trwało ćwiczenie Opal-87. Wzięli w nim udział obserwatorzy 22 państw-sygnatariuszy KBWE[1]

17 marca
- w 45 rocznicę utworzenia Związku Patriotów Polskich w ZSRR odbyło się w 1 Praskim Pułku Zmechanizowanym w Wesołej spotkanie żołnierskich pokoleń. Do kościuszkowców przybył minister obrony narodowej gen. armii Florian Siwicki i przewodniczący Zarządu Głównego TPPR Henryk Bednarski. Obecni byli m.in. wiceprzewodniczący Rady Krajowej PRON Alfred Beszterda, I zastępca szefa GZP WP wiceadm. Ludwik Dutkowski, attaché wojskowy, morski i lotniczy przy Ambasadzie ZSRR w Warszawie płk A. Tienieniow, zastępca przedstawiciela Zjednoczonych Sił Zbrojnych Układu Warszawskiego przy WP gen. lejtn. M. Kulikow, prezes ZG ZBoWiD Józef Kamiński oraz prezes ZG Związku Inwalidów Wojennych PRL gen. dyw. Franciszek Księżarczyk. Do Wesołej przyjechali byli członkowie ZPP z całego kraju, na czele z płk w st. spocz. Włodzimierzem Sokorskim. W pododdziałach odbyły się spotkania kombatantów z kościuszkowcami. Uczestniczyli w nich m.in.: Rozalia Lampe, W. Juszkiewicz, H. Majewska, Stefan Jędrychowski, Marian Naszkowski, Eugeniusz Szyr i płk Wacław Feryniec. W Klubie Kościuszkowca ministrowie wręczyli wyróżniającym się w działalności społecznej i zawodowej byłym członkom ZPP złote medale „Za zasługi dla obronności kraju” oraz Złote Odznaki Honorowe TPPR. Wśród uhonorowanych byli m.in.: Ludwika Bibrowska, Z. Bystrzycka, Jan Frey-Bielecki, J. Gordon, Julian Kole, J. Pszczółkowska, Irena Sztachelska, Ryszarda Hanin, Stanisław Okęcki i T. Kędzierski. W trakcie uroczystej akademii przemówienia wygłosili: gen. broni Józef Kamiński, płk A. Tienieniow, płk prof. dr hab. Kazimierz Sobczak oraz płk w st. spocz. Włodzimierz Sokorski[2].

19 marca-23 marca
- na zaproszenie patriarchatu moskiewskiego przebywała w ZSRR delegacja księży kapelanów Wojska Polskiego pod przewodnictwem generalnego dziekana Wojska Polskiego, płk. ks. F. Klewiady[2]

23 marca
- w Stołecznym Klubie Garnizonowym otwarto wystawę sztuki kubańskiej. W otwarciu uczestniczył attaché wojskowy, morski i lotniczy przy Ambasadzie Republiki Kuby w Polsce, ppłk H. H. Manzano[2]
- w Akademii Górniczo-Hutniczej w Krakowie odbyła się Krajowa Narada Prezesów Klubów Oficerów Rezerwy Środowisk Akademickich. W obradach udział wzięli: prezes Zarządu Głównego LOK, gen. broni Tadeusz Tuczapski, I zastępca szefa Głównego Zarządu Politycznego WP, przewodniczący Komisji ds. Oficerów Rezerwy ZG LOK – wiceadm. Ludwik Dutkowski, wiceminister edukacji narodowej Aleksander Łuczak[2]

25 marca
- pod przewodnictwem zwierzchnika Sił Zbrojnych PRL, gen. armii Wojciecha Jaruzelskiego,odbyło się posiedzenie Rady Wojskowej MON. Rada Wojskowa zapoznała się z dotychczasową promocją „Planu Jaruzelskiego” oraz z przedstawionymi przez ministra obrony narodowej, propozycjami dalszych przedsięwzięć, które mogłyby być podjęte w ramach jego realizacji. Rada dokonała oceny dotychczasowych świadczeń sił zbrojnych na rzecz gospodarki narodowej, a także nauki, kultury i ochrony zdrowia. Zaakceptowała program obchodów 45 rocznicy powstania ludowego Wojska Polskiego[2].

30 marca
- do Sejmu wniesiony został projekt ustawy o ustanowieniu Krzyża Bitwy pod Lenino[2].

## Kwiecień
4 kwietnia
- I sekretarz KC PZPR, przewodniczący Rady Państwa i zwierzchnik sił zbrojnych – gen. armii Wojciech Jaruzelski, w obecności ministra obrony narodowej, gen. armii Floriana Siwickiego, przyjął naczelnego dowódcę Zjednoczonych Sił Zbrojnych Państw – Stron Układu Warszawskiego – marszałka Związku Radzieckiego Wiktora Kulikowa i szefa sztabu ZSZ – gen. armii A. Gribkowa. W rozmowie udział wzięli wiceministrowie obrony narodowej: zastępca ministra obrony narodowej ds. ogólnych – gen. broni dr Antoni Jasiński i szef Sztabu Generalnego – gen. broni Józef Użycki, oraz przedstawiciel naczelnego dowódcy Zjednoczonych Sił Zbrojnych przy Wojsku Polskim – gen. płk W. Siwienok[3].

9 kwietnia
- reprezentanci 1 Praskiego pułku zmechanizowanego, 5 Kołobrzeskiego pułku zmechanizowanego, 29 pułku czołgów, 1 pułku lotnictwa myśliwskiego, 2 pułku lotnictwa myśliwskiego i ORP „Orzeł” zwrócili się z apelem do żołnierzy i pracowników wojska o podejmowanie czynów dla uczczenia 45-lecia ludowego Wojska Polskiego. Wezwali do uczestnictwa w sztafecie żołnierskich pokoleń. W spotkaniu z Radą Młodzieżową Wojska Polskiego, która zainicjowała apel, kombatantami, żołnierzami i młodzieżą uczestniczył szef Głównego Zarządu Politycznego gen. dyw. dr Tadeusz Szaciłło[3].

10–14 kwietnia
- w Polsce przebywała grupa słuchaczy Krajowego Uniwersytetu Obrony Stanów Zjednoczonych. Członkowie grupy zostali przyjęci przez głównego inspektora obrony terytorialnej – gen. broni J. Skalskiego. Zwiedzili też Akademię Marynarki Wojennej w Gdyni i zostali przyjęci przez zastępcę dowódcy Marynarki Wojennej kontradm. Kazimierza Bossego[3].

11 kwietnia
- przebywający w Polsce obywatel francuski polskiego pochodzenia Henryk Wierniewski podarował Muzeum Wojska Polskiego dzieło rzymskiego pisarza wojskowego i dowódcy jazdy Flaviusa Renatusa „De re militari libri”[3].

11–15 kwietnia
- na zaproszenie szefa Sztabu Generalnego – gen. broni J. Użyckiego, przebywała w Polsce delegacja Armii Radzieckiej pod przewodnictwem szefa Sztabu Generalnego Sił Zbrojnych ZSRR, I zastępcy ministra obrony ZSRR – marszałek Związku Radzieckiego Siergieja Achromiejewa. Radzieccy goście odwiedzili Kraków, Wyższą Szkołę Oficerską Wojsk Zmechanizowanych im. Tadeusza Kościuszki oraz 1 Warszawską Dywizję Zmechanizowaną im. Tadeusza Kościuszki. W sali tradycji 1 Praskiego pułku zmechanizowanego, goście zapoznali się ze szlakiem bojowym kościuszkowców. Delegacja Armii Radzieckiej przebywała także w Akademii Sztabu Generalnego. W czasie sesji rady naukowej marsz. Achromiejewowi nadano tytuł doktora honoris causa tej uczelni[3].

14–16 kwietnia
- w Gdyni przebywał okręt szkolny Ludowej Marynarki NRD „Wilhelm Pieck”. Podchorążowie i marynarze niemieccy zwiedzili Trójmiasto, gdańskie zabytki i Westerplatte. Odbyło się spotkanie załóg okrętów szkolnych sojuszniczych flot oraz „wieczór przyjaźni”. zorganizowany w Klubie Podchorążego[3].

25–27 kwietnia
- w Wiedniu obradowali generałowie i admirałowie w stanie spoczynku z państw członkowskich Układu Warszawskiego i NATO uczestniczących w pracach międzynarodowej grupy „Generałowie na rzecz pokoju i rozbrojenia”. hasło obrad brzmiało: „Wojna wojnie”. Polskę reprezentowali generałowie w st. sp. Marian Ryba i Rudolf Dzipanow[3].

## Maj
10 maja
- środowisko kombatanckie zgłosiło inicjatywę ustanowienia odznaczenia przyznawanego uczestnikom bitwy pod Lenino. Inicjatywę kombatantów podjęła grupa posłów, którzy wystąpili z wnioskiem o przyjęcie ustawy o ustanowieniu „Krzyża Bitwy pod Lenino”. Poselski projekt ustawy omawiały na wspólnym posiedzeniu sejmowe komisje: Obrony Narodowej i Prac Ustawodawczych. Obradami kierowali: pos. prof. dr Henryk Jabłoński i pos. Emil Kołodziej. Komisje przyjęły projekt ustawy[3].

10–13 maja
- na Węgrzech przebywała delegacja Głównego Zarządu Politycznego z jego szefem, gen. dyw. dr. T. Szaciłą. Odwiedziła jednostki Węgierskiej Armii Ludowej, m.in. Wyższą Szkołę Oficerską w Szentendre. Delegację Głównego Zarządu Politycznego przyjął minister obrony narodowej WRL – gen. płk F. Karpati. Na spotkaniu z dziennikarzami i historykami węgierskimi gen. Tadeusz Szaciłło przedstawił dzieje ludowego Wojska Polskiego[3].

11–25 maja
- w Polsce przebywał Zespół Pieśni i Tańca Floty Czarnomorskiej ZSRR. Koncertował w Bydgoszczy, Pile, Toruniu, Gdyni, Helu, Elblągu, Rembertowie i Warszawie. Galowy koncert odbył się w gmachu Operetki Warszawskiej[3]
- Laureatem Centralnego Przeglądu Chórów Wojskowych w Świeradowie-Zdroju został chór WSO Wojsk Pancernych z Poznania. Otrzymał nagrodę szefa Głównego Zarządu Politycznego[3].

19 maja
- w rejonie Piły miała miejsce katastrofa kolejowa. Zginęli w niej: st. chor. Walery Grygorowicz, chor. Krzysztof Siuda, st. sierż. Andrzej Maniak, st. szer. Mirosław Brodzikowski, st. szer. Andrzej Jordan, st. sz.er. Marek Pacek, szer. Tadeusz Jakobczyk, szer. Jerzy Rosik, szer. Robert Skrzypczak, szer. Artur Szyszka[3].

20 maja
- na wyjazdowym posiedzeniu Rady Wojskowej MON pod przewodnictwem ministra obrony narodowej – gen. armii Floriana Siwickiego, omówiono warunki wojskowego życia, służby, pracy, szkolenia i wypoczynku. Obrady poprzedziła wizytacja kilku garnizonów Pomorskiego Okręgu Wojskowego. Minister obrony narodowej wraz z towarzyszącymi osobami: dowódcą okręgu – gen. dyw. Z. Blechmanem, i zastępcą głównego kwatermistrza WP – gen. bryg. dr. A. Kaliwoszką, przebywali w garnizonowym ambulatorium, magazynie mundurowym, żołnierskim klubie, przedszkolu wojskowym. W programie lustracji dużo miejsca zajęła służba żywnościowa. Podobny charakter miały wizytacje innych jednostek. U pancerniaków przebywał zastępca ministra obrony narodowej ds. ogólnych – gen. broni Antoni Jasiński, wśród artylerzystów i łącznościowców – szef Sztabu Generalnego, gen. broni Józef Użycki. Nadmorski garnizon wizytował główny kwatermistrz WP – gen. broni Włodzimierz Oliwa; jednostkę czołgistów szef Głównego Zarządu Politycznego – gen. dyw. dr Tadeusz Szaciłło. Podczas posiedzenia rady minister obrony narodowej podjął stosowne decyzje i postawił zadania do realizacji.

23 maja
- minister obrony narodowej – gen. armii Florian Siwicki, odwiedził Wytwórnię Sprzętu Komunikacyjnego PZL w Świdniku, ówczesnego producenta śmigłowców Mi-2 i PZL Kania. Tematem rozmów z dyrekcją, aktywem i załogą były sprawy związane z podejmowaniem produkcji śmigłowców PZL Sokół. Ministrowi towarzyszył wiceminister przemysłu – gen. dyw. prof. dr Jerzy Modrzewski[3].

27–29 maja
- w Gubinie odbył się Centralny Przegląd Amatorskich Zespołów Artystycznych WP. Laureatami trzech równorzędnych nagród szefa Głównego Zarządu Politycznego zostały zespoły „Kirasjerzy” (Pomorski Okręg Wojskowy), „Pancerni” (Śląski Okręg Wojskowy), „Źródło” (IC MON)[3].

## Czerwiec
1 czerwca
- z lotniska w Poznaniu, samolotem czarterowym PLL LOT. odleciała do Syrii XXX zmiana Polskiego Kontyngentu Wojskowego Sił Zbrojnych ONZ pod dowództwem ppłk. Wincentego Cybulskiego[3].

4 czerwca
- trwało ćwiczenie pod kryptonimem „Tarcza 88”[1]
- na przejeździe kolejowym w rejonie Bytomia Odrzańskiego doszło do zderzenia pociągu z wojskowym samochodem, przewożącym grupę żołnierzy, którzy udawali się na miejsce wykonywania zadania służbowego. W katastrofie śmierć ponieśli: chor. Konrad Burzyński, kpr. Krzysztof Raczkowiak, kpr. Jarosław Wadycki, st. szer. Stanisław Bródko, st. szer. Tomasz Gierłowski, st. szer. Stanisław Rogalski, szer. Robert Bogusz, szer. Piotr Poskuta[3].

4–10 czerwca
- na terenie północno-zachodniej Polski przeprowadzone zostało międzysojusznicze ćwiczenie dowódczo-sztabowe pod kryptonimem „Tarcza 88”. Wzięły w nim udział wydzielone dowództwa i sztaby Narodowej Armii Ludowej NRD, Armii Radzieckiej, Czechosłowackiej Armii Ludowej i ludowego Wojska Polskiego. Celem ćwiczenia było doskonalenie dowodzenia i koalicyjnego współdziałania w trakcie prowadzenia działań obronnych. Ćwiczeniami kierował minister obrony narodowej – gen. armii Florian Siwicki. Obecni byli ministrowie obrony: NRD – gen. armii Heinz Keßler, Rumunii – gen. płk Vasile Milea, ZSRR – gen. armii Dmitrij Jazow, Czechosłowacji – gen. armii M. Valcavik oraz I zastępcy ministrów obrony: Bułgarii – gen. płk Ch. Dobrew i Węgier – gen. lejtn. L. Morocz, a także naczelny dowódca Zjednoczonych Sił Zbrojnych Państw-Stron Układu Warszawskiego – marszałek Związku Radzieckiego Wiktor Kulikow i szef sztabu tych sił – gen. armii Anatolij Gribkow[1][3].

8 czerwca
- jury pod przewodnictwem zastępcy szefa Głównego Zarządu Politycznego gen. bryg. prof. Lesława Wojtasika przyznały jubileuszowe Złote, Srebrne i Brązowe Pióra dla 27 współpracowników redakcji „Żołnierz Wolności”. Wyróżnieni zostali: płk dypl. F. Góral, płk prof. J. Muszyński, dr J. Jakubowska-Opalińska, red. W. Krajewski, red. W. Rogowski. Doroczne Złote Pióra za 1987 rok otrzymali: płk prof. S. Sokołowski, płk dr T. Repak, płk dr Z. Galewski, płk rez. R. Żochowski[3].

10 czerwca
- Rada Państwa nadała tytuły profesora. Wśród nowo mianowanych profesorów byli oficerowie SZ PRL: nauk farmaceutycznych – płk W. Święcicki z WIMLW; nauk medycznych – płk J. Nowicki z WIML; płk B. Stawarz i płk K. Sułek z CSzK WAM; nauk technicznych – płk S. Ochelski z WAT[3].

16 czerwca
- rozpoczęło się posiedzenie ekspertów państw-stron Układu Warszawskiego do spraw redukcji zbrojeń konwencjonalnych w Europie[1]
- do kraju powróciła XXIX zmiana polskiego kontyngentu wojskowego w Siłach Zbrojnych ONZ w Syrii. dowódca kontyngentu, ppłk dypl. P. Lemanowicz, złożył meldunek o przebiegu służby na Wzgórzach Golan szefowi Głównego Zarządu Szkolenia Bojowego WP – gen. broni dr Wojciechowi Barańskiemu[3].

17 czerwca
- przekazano do użytku warszawski most, łączący Śródmieście z Saską Kępą. W uroczystości uczestniczył premier Zbigniew Messner. Wojsko reprezentował główny kwatermistrz WP – gen. broni Włodzimierz Oliwa, dowódca Warszawskiego Okręgu Wojskowego – gen. dyw. Jan Kuriata, oraz gen. dyw. Mieczysław Dębicki[3].

20 czerwca
- Rada Ministrów przyjęła projekt zmian w Ustawie o powszechnym obowiązku obrony PRL oraz rozpatrzyła pakiet aktów wykonawczych. Zasadniczym elementem nowelizacji były rozwiązania prawne, które stworzyłyby możliwość spełniania przez obywateli powinności obronnych w formie służby zastępczej, odbywanej poza Siłami Zbrojnymi PRL[3].

20–26 czerwca
- przebywał w Polsce Zespół Pieśni i Tańca Głównego Zarządu Politycznego Chińskiej Armii Ludowo-Wyzwoleńczej. 90-osobowy zespół z Pekinu przedstawił barwne, blisko dwugodzinne widowisko. Koncertował we Wrocławiu, Poznaniu, Toruniu, Pile i Warszawie[3].

26 czerwca
- w 6 Pomorskiej Brygadzie Powietrznodesantowej przebywała delegacja Jugosłowiańskiej Armii Ludowej z attaché wojskowym, ppłk. B. Milniciem, i dowódcą jednostki powietrznodesantowej płk. D. Novakoviciem. Jugosłowiańscy spadochroniarze zapoznała się z organizacją szkolenia polskich „czerwonych beretów”. W spotkaniu wziął udział dowódca brygady – ppłk dypl. Andrzej Tyszkiewicz[3].

27 czerwca
- w Organizacji Narodów Zjednoczonych przedstawiono tekst oświadczenia rządu PRL w sprawie zmniejszenia zbrojeń i zwiększenia środków zaufania w Europie[1]
- w Łodzi odbyła się promocja absolwentów WAM. Aktu mianowania dokonał zastępca ministra ds. ogólnych – gen. broni dr Antoni Jasiński[3].

## Lipiec
1 lipca
- minister obrony narodowej generał armii Florian Siwicki przyjął płk. w stanie spoczynku Włodzimierza Sokorskiego z okazji jego 80 rocznicy urodzin. W spotkaniu uczestniczył szef GZP WP gen. dyw. Tadeusz Szaciłło. Na spotkaniu w Ministerstwie Kultury i Sztuki Włodzimierz Sokorski otrzymał listy gratulacyjne od Wojciecha Jaruzelskiego i Zbigniewa Messnera. Życzenia złożył minister Aleksander Krawczuk oraz pisarze z prezesem Związku Literatów Polskich Wojciechem Żukrowskim[2].

2 lipca
- w Sztabie Generalnym WP odbyło się spotkanie z kadrą, która brała bezpośredni udział w kampanii wyborczej do rad narodowych. Mandat radnego otrzymali m.in.: ppłk Z. Drybkiewicz, mjr B. Wilk, por. Z. Zieliński, chor. sztab. J. Tarczyński[4].

5–8 lipca
- w Moskwie odbyło się posiedzenie Komitetu Ministrów Obrony Państw-Stron Układu Warszawskiego. Delegacji polskiej przewodniczył minister obrony narodowej gen. armii Florian Siwicki. Obecni byli: naczelny dowódca Zjednoczonych Sił Zbrojnych Układu Warszawskiego, marszałek Wiktor Kulików; szef Sztabu Zjednoczonych Sił Zbrojnych, gen. armii A. Gribkow[4]

13 lipca
- Sejm uchwalił zmiany w ustawie o powszechnym obowiązku obrony[1]. Dotyczyły one m.in.: skrócenia czasu pełnienia zasadniczej służby wojskowej z 3 da 2 lat w Marynarce Wojennej oraz w wojskach rakietowych i radiotechnicznych, modyfikacji odbywania zasadniczej służby w obronie cywilnej, poszerzonych możliwości pełnienia służby zastępczej[4]

15 lipca
- trwały obrady Doradczego Komitetu Politycznego Układu Warszawskiego w Warszawie[1]

16 lipca
- w Wojskowej Akademii Technicznej odbyła się 36 promocja na pierwszy stopień oficerski. Aktu mianowania dokonał główny inspektor techniki WP, wiceminister obrony narodowej gen. broni Zbigniew Nowak[4].
- w Akademii Sztabu Generalnego WP odbyła się 38 promocja. Dyplomy ukończenia studiów wręczył szef Sztabu Generalnego WP, wiceminister obrony narodowej gen. broni Józef Użycki[4].

18 lipca
- do Gdyni przybył okręt szkolny Ludowej Marynarki Wojennej NRD „Wilhelm Pieck” dowodzony przez kmdr. H. Santena[4]

18 lipca
- Główny Inspektor Obrony Terytorialnej gen. broni Jerzy Skalski przyjął zasłużonego działacza ruchu robotniczego gen. bryg. w st. spocz. Włodzimierza Musia z okazji 70. rocznicy jego urodzin oraz przekazał mu pismo gratulacyjne od ministra obrony narodowej gen. armii Floriana Siwickiego[2].

19 lipca
- do Polski przebył zespół okrętów Floty Bałtyckiej – krążownik „Groźny”. okręty „Sławny” i „Boitielnyj”. pod dowództwem adm. W. Iwanowa[4]

20 lipca
- na polach bitwy pod Grunwaldem odbyła się przysięga żołnierska według nowego tekstu. Zaprzysiężenia dokonał dowódca 1 Warszawskiej Dywizji Zmechanizowanej im. T. Kościuszki płk J. Słowiński[4].

25 lipca
- główny inspektor OT gen. broni Jerzy Skalski wizytował zgrupowanie poligonowe podchorążych – lekarzy akademii medycznych. W czasie spotkania z kadrą dowódczo-dydaktyczną i przedstawicielami rad kompanijnych omówiono problemy tego rodzaju przeszkolenia wojskowego[4].
- zgodnie z postanowieniami zawartymi w dokumencie konferencji sztokholmskiej w sprawie środków budowy zaufania i bezpieczeństwa oraz rozbrojenia w Europie, przebywała w Polsce grupa inspektorów armii USA. Obserwowała ona ćwiczenia oddziałów Północnej Grupy Wojsk i Wojska Polskiego[1]

25 lipca - 29 lipca
- na zaproszenie szefa GZP WP przebywała w Polsce delegacja Głównej Rady Politycznej Sił Zbrojnych Socjalistycznej Republiki Rumunii pod przewodnictwem zastępcy ministra obrony narodowej generała lejtnanta dr Iona Ceaușescu. Generał Ion Ceaușescu był gościem ministra obrony narodowej gen. armii Floriana Siwickiego[2].

28 lipca
- minister obrony narodowej wizytował zgrupowanie polowe żołnierzy WP, którzy pracowali w dolinie Noteci, w rejonie Szamocina, Miasteczka i Zacharzyna[4].

## Sierpień
1 sierpnia
- do Związku Radzieckiego z rewizytą do Kantymirowskiej Gwardyjskiej Dywizji Pancernej Moskiewskiego Okręgu Wojskowego udała się 10-osobowa grupa żołnierzy 10 Sudeckiej Dywizji Pancernej pod dowództwem kpt. R. Koblaka[4].

2 sierpnia
- w kołach ZSMP w wojsku rozpoczęła się kampania sprawozdawczo-wyborcza, w czasie której dokonywano bilansu młodzieżowych inicjatyw oraz opracowywano programy działania na kolejną kadencję[4].

23 sierpnia
- na zaproszenie zastępcy dowódcy Wojsk Granicznych NRD ds. politycznych gen. lejtn. Lorentza przebywała w Berlinie delegacja Rady Młodzieżowej Wojsk Ochrony Pogranicza[4].

23–28 sierpnia
- na stadionie WKS „Zawisza” w Bydgoszczy odbyły się Igrzyska Żołnierskiej Spartakiady. Zwyciężyła reprezentacja Pomorskiego Okręgu Wojskowego, II miejsce zajęły Wojska Lotnicze, a trzecie – Śląskiego Okręgu Wojskowego[4].

26 sierpnia-28 sierpnia
- w Gdyni przebywał zespół okrętów Marynarki Wojennej Królestwa Szwecji pod dowództwem kmdr T. Lundvalla. Zespół składał się z lodołamacza HSW m/s „Thule” oraz dwóch trałowców HSW m/s „Blido” i SHW m/s „Wiksten”[4].

29–30 sierpnia
- we wszystkich okręgach wojskowych i rodzajach sił zbrojnych odbyły się spotkania kadry zawodowej, żołnierzy służby zasadniczej i pracowników wojska z uczestnikami VIII Plenum KC PZPR[4].

## Wrzesień
1 września
- weszły w życie zmiany w ustawie o powszechnym obowiązku obrony PRL. Wprowadzono służbę zastępczą[4].
- Liceum Lotniczemu w Zielonej Górze nadano imię kpt. pilota Eugeniusza Horbaczewskiego. Tablicę – popiersie patrona szkoły odsłonił instruktor kpt. pil. W. Kamiński[4].
- patronem Wojskowego Liceum Muzycznego w Gdyni został Karol Kurpiński[4].

3 września
- odbyły się uroczyste promocje absolwentów wyższych szkół oficerskich[4].

w Wyższej Szkole Oficerskiej Wojsk Zmechanizowanych promował minister obrony narodowej gen. armii Florian Siwicki.
w Wyższej Szkole Oficerskiej Wojsk Obrony Przeciwlotniczej – szef Sztabu Generalnego Wojska Polskiego gen. broni Józef Użycki.
w Wyższej Szkole Oficerskiej Wojsk Pancernych – szef Głównego Zarządu Politycznego Wojska Polskiego gen. dyw. dr Tadeusz Szaciłło.
w Wyższej Szkole Oficerskiej Wojsk Rakietowych i Artylerii – główny inspektor OT gen. broni Jerzy Skalski.
w Wyższej Oficerskiej Szkole Samochodowej – główny kwatermistrz Wojska Polskiego gen. broni Włodzimierz Oliwa.
w Wyższej Szkole Oficerskiej Wojsk Inżynieryjnych – szef Głównego Zarządu Szkolenia Bojowego – gen. broni Wojciech Barański.
w Wyższej Oficerskiej Szkole Radiotechnicznej – I zastępca szefa Sztabu Generalnego Wojska Polskiego gen. dyw. Mieczysław Dachowski.
w Wyższej Szkole Oficerskiej Służb Kwatermistrzowskich – szef Departamentu kadr MON gen. dyw. Stanisław Żak.
w Wyższej Szkole Oficerskiej Wojsk Łączności – zastępca szefa Sztabu Generalnego Wojska Polskiego gen. dyw. Marian Pasternak.
w Centrum Szkolenia Wojsk Ochrony Pogranicza – dowódca WOP gen. dyw. Feliks Stramik
5–8 września
- w Śląskim Okręgu Wojskowym przebyła delegacja Lipskiego Okręgu Wojskowego Narodowej Armii Ludowej NRD z dowódcą okręgu gen. mjr. K. Viegandem[4].

10–15 września
- odbyła się podróż wojskowo-historyczna szlakiem 5 Saskiej Dywizji Piechoty. Uczestnicy podróży odbyli spotkania z młodzieżą, zwiedzili rejony walk, złożyli kwiaty pod pomnikiem i na mogiłach żołnierskiej chwały[4]

13 września
- w Zachodnim Okręgu Wojskowym Czechosłowackiej Armii Ludowej przebywała delegacja dowództwa Śląskiego Okręgu Wojskowego z gen. bryg. Henrykiem Szumskim na czele[4]

## Październik
1 października
- Szef GZSzB Wojska Polskiego, gen. broni Wojciech Barański, oraz I zastępca szefa Głównego Zarządu Politycznego, wiceadm. Ludwik Dutkowski oraz przewodniczący ZG ZSMP Jerzy Szmajdziński spotkali się ze 100-osobową grupą odchodzących do cywila przodujących żołnierzy, aktywistów PZPR i ZSMP z całych sił zbrojnych[5].
- w 41 inauguracji roku akademickiego w Akademii Sztabu Generalnego wziął udział członek BP KC PZPR, minister ON, gen. armii Florian Siwicki. Obecni byli przedstawiciele naczelnego dowódcy ZSZ UW – gen. W. Siwienok oraz attachés wojskowi ZSRR, Węgier i Czechosłowacji[5].
- w WSO zainaugurowano rok akademicki. W Wyższej Szkole Oficerskiej Wojsk Zmechanizowanych wykład inauguracyjny o uwarunkowaniach zawodu oficera wygłosił płk doc. dr hab. R. Majewski. Podchorążowie i kadra dydaktyczna Wyższej Szkoły Oficerskiej Wojsk Łączności wysłuchali wykładu płk. doc. dr hab. J. Jury na temat: „Systemy dydaktyczno-wychowawcze WSO”[5].

3–5 października
- w Budapeszcie odbyło się posiedzenie Rady Wojskowej Zjednoczonych Sił Zbrojnych Układu Warszawskiego. Siły Zbrojne PRL reprezentował wiceminister obrony narodowej gen. broni dr Antoni Jasiński. Rada Wojskowa podsumowała wyniki szkolenia Zjednoczonych Sił Zbrojnych za rok 1988, określiła zadania na nowy rok szkoleniowy, rozpatrzyła niektóre zagadnienia wynikające z założeń obronnej doktryny wojennej Układu Warszawskiego[5].
- w 38 inauguracji roku akademickiego w Wojskowej Akademii Politycznej im. Feliksa Dzierżyńskiego uczestniczył szef GZP WP gen. dyw. Tadeusz Szaciłło. Kilkudziesięciu promowanych doktorów i doktorów habilitowanych złożyło ślubowanie i otrzymało dyplomy. Informację o związkach akademii z wojskiem przedstawił komendant WAP gen. dyw. Władysław Polański[5].

4 października
- przyznano Nagrodę Nobla Siłom Pokojowym ONZ. Minister obrony narodowej, gen. armii Florian Siwicki, wystosował telegram gratulacyjny do żołnierzy Wojska Polskiego pełniących służbę w misjach pokojowych ONZ w Syrii, Afganistanie i Pakistanie oraz Iranie i Iraku[5]

8 października
- z okazji 45-lecia LWP szef GZP WP spotkał się z grupą generałów i oficerów rezerwy - byłych pracowników instytucji. Przybyli m.in. gen. dyw. w st. spocz. Henryk Koczara, gen. bryg. w st. spocz. Jan Cieślik, gen. bryg. w st. spocz. Norbert Michta i gen. bryg. w st. spocz. Edward Szpitel oraz płk w st. spocz. Stanisław Korman i płk w st. spocz. Stanisław Szot[5].

10 października
- Lubuska Brygada WOP zorganizowała podróże historyczne: dla kierowników grup szkolenia politycznego szlakiem 1 Armii Wojska Polskiego, a dla młodzieży Zespołu Szkół Ogólnokształcących i Zawodowych – „Szlakiem walk 2 Armii Wojska Polskiego i strażnic WOP”.

11 października
- w Belwederze nominacje generalskie wręczył przewodniczący Rady Państwa, zwierzchnik sił zbrojnych – gen. armii Wojciech Jaruzelski. Uchwałą Rady Państwa nominacje na stopnie generalskie otrzymali[5]:

⇒ kombatanci II wojny światowej nie pełniący już czynnej służby:
stopień generała broni nominację otrzymali generałowie dywizji: Zygmunt Huszcza, Franciszek Księżarczyk i Józef Kuropieska; na stopień generała dywizji – generałowie brygady: Brunon Marchewka, Stanisław Okęcki i Franciszek Skibiński; na stopień generała brygady – pułkownicy: Jan Dobraczyński, Władysław Gołąbek, Leon Gregorowicz, Henryk Jabłoński, Zygmunt Walter-Janke, Robert Satanowski, Stanisław Skalski, Włodzimierz Sokorski i Eugeniusz Wiślicz-Iwańczyk.
⇒ pełniący służbę czynną:
na stopień generała broni – generałowie dywizji: Longin Łozowicki i Tadeusz Szaciłło; na stopień generała dywizji – generałowie brygady: Edwin Rozłubirski, Zdzisław Stelmaszuk i Henryk Szumski; na stopień generała brygady pułkownicy: Tadeusz Bazydło, Tadeusz Cepak, Mirosław Hermaszewski, Tadeusz Komarnicki, Zdzisław Markowski, Janusz Ornatowski, Krzysztof Owczarek, Marian Robełek, Jarosław Sielużycki, Jerzy Słowiński, Kazimierz Szeląg, Antoni Walczak i Jan Waliszkiewicz
12 października
- minister obrony narodowej rozkazał oddać w Warszawie oraz w miastach – siedzibach dowództw okręgów wojskowych i rodzajów sił zbrojnych: Bydgoszczy, Wrocławiu, Gdyni i Poznaniu, honorowy salut dla uczczenia 45-lecia LWP: 24 salwy artyleryjskie[5]

14 października
- przebywająca w Polsce grupa kombatantów radzieckich, b. żołnierzy LWP spotkała się z przedstawicielami kierownictwa MON. Główny Kwatermistrz WP gen. broni Włodzimierz Oliwa udekorował gości medalami Braterstwa Broni[5].

17 października
- Wojskowa Drukarnia w Łodzi otrzymała sztandar, który został udekorowany Krzyżem Komandorskim Orderu Odrodzenia Polski. W uroczystości uczestniczyli: I zastępca szefa GZP WP wiceadmirał Ludwik Dutkowski, komendant Wojskowej Akademii Medycznej gen. bryg. prof. Władysław Tkaczewski oraz zastępca szefa Departamentu Kadr ds. pracowników cywilnych wojska gen. bryg. Jan Puławski[5].

27 października
- Z okazji 70 rocznicy odzyskania niepodległości w Warszawie odbyło się uroczyste posiedzenie Rada Ochrony Pamięci Walk i Męczeństwa. Obradom przewodniczył gen. dyw. pil. Roman Paszkowski. Gen. bryg. w st. sp. Włodzimierz Sokorski zaproponował anulowanie ustawy pozbawiającej obywatelstwa polskich generałów, którzy po wojnie pozostali na Zachodzie, m.in. Władysława Andersa, Stanisława Kopańskiego. L. Bartelski apelował o włączenie się Rady w prace zmierzające do budowy pomnika polskich ofiar stalinizmu, odszukanie miejsc pochowania rozstrzelanych w latach 1949–1955 generałów: Fieldorfa, Hermana i Krzyżanowskiego. Jego zdaniem przypomnienia wymagały postacie oficerów służących w Armii Czerwonej, a rozstrzelanych w 1938 roku: R. Muklewicza, R. Łagwy, S. Kosiora[5]

## Listopad
8–9 listopada
- w RFN przebywała 4-osobowa grupa polskich inspektorów wojskowych. Stosownie do postanowień dokumentu konferencji sztokholmskiej o środkach budowy zaufania i bezpieczeństwa oraz rozbrojenia w Europie grupa dokonała inspekcji działalności wojskowej w rejonie: Zernien, Salzgitter, Stadt-Hagen, Rotenburg[5].

10 listopada
- na Wawelu odbyły się uroczystości oddania po raz pierwszy od czasów II Rzeczypospolitej hołdu marszałkowi Józefowi Piłsudskiemu. Wiceprzewodniczący Rady Państwa Kazimierz Barcikowski złożył wiązankę kwiatów z napisem: „J. Piłsudskiemu w 70 rocznicę niepodległości Polski – władze PRL”[5].
- W warszawskim kościele garnizonowym odbyła się patriotyczno-religijna uroczystość w 70 rocznicę odzyskania przez Polskę niepodległości. Mszę świętą w intencji ojczyzny koncelebrowali księża kapelani oficerowie Wojska Polskiego z generalnym dziekanem Wojska Polskiego, ks. płk. F. Klewiado. W uroczystości uczestniczyli m.in.: prezes RN ZBoWiD, gen. bryg. w st. sp. prof. Henryk Jabłoński i generałowie broni Zygmunt Huszcza i Józef Kamiński[5].
- przebywający w USA przewodniczący Rada Ochrony Pamięci Walk i Męczeństwa gen. dyw. pil. Roman Paszkowski złożył wieniec u stóp pomnika na cmentarzu wojskowym w Doylestown w Pensylwanii. Na cmentarzu znajdują się groby i pomniki ge. bryg. Antoniego Chruściela, gen. dyw. Władysława Bortnowskiego oraz gen. bryg. Narbutta-Łuczyńskiego[5].

11 listopada
- dla uczczenia 70 rocznicy odzyskania niepodległości przez Polskę minister obrony narodowej rozkazał oddać w stolicy Polski – Warszawie 24 salwy armatnie[5].
- w skład Ogólnopolskiego Honorowego Komitetu Obchodów 70 rocznicy Odzyskania Niepodległości przez Polskę, którego przewodnictwo objął gen. armii Wojciech Jaruzelski wchodzą m.in. następujący przedstawiciele WP: gen. dyw. w st. spocz. Czesław Czubryt-Borkowski, kpt. rez. Ryszarda Hanin, gen. bryg. w st. spocz. prof. Henryk Jabłoński, ks. płk Florian Klewiado, płk rez dr. Cz. Krzyczkowski, gen. broni w st. spocz. Franciszek Księżarczyk, gen. broni w st. spocz. Józef Kuropieska, płk rez. pil. Witold Łokuciewski, gen. dyw. pil. Roman Paszkowski, marszałek Polski Michał Żymierski, gen. dyw. Edwin Rozłubirski, gen. bryg. w st. spocz. Robert Satanowski, gen. bryg. w st. spocz. pil. Stanisław Skalski, gen. dyw. w st. spocz. dr Franciszek Skibiński, gen. broni dr Tadeusz Szaciłło[5].

14–15 listopada
- myślą przewodnią odprawy oceniającej działalność kadrową w siłach zbrojnych oraz formułującej kierunki i zadania do dalszej pracy było: „Polityka kadrowa, jej partyjny azymut tworzy i umacnia fundament armii nowego typu”. Odprawę prowadził szef Departamentu Kadr, gen. dyw. dr S. Żak[5].

21 listopada
- odbyło się posiedzenie Prezydium Komitetu Obrony Kraju, którym kierował gen. armii Wojciech Jaruzelski. Rozpatrzono przedstawione przez ministra obrony narodowej propozycje modyfikacji struktur organizacyjnych, wyposażenia i uzbrojenia oraz systemów dowodzenia sił zbrojnych[1][5]
- rozpoczęła się narada przedstawicieli armii Układu Warszawskiego w Sztabie Głównym Narodowej Armii Ludowej NRD[1]

25 listopada - 26 listopada
- w Warszawie odbył się IX Krajowy Zjazd LOK. W obradach uczestniczył minister obrony narodowej gen. armii Florian Siwicki. Zjazd wybrał nowe władze organizacji. Prezesem Zarządu Głównego LOK został gen. broni Tadeusz Tuczapski[5].

27 listopada
- pod pomnikiem Walk Rewolucyjnych w Rzeszowie odbyła się promocja absolwentów Wyższej OSL w Dęblinie. Pasowania na pierwszy stopień oficerski dokonał dowódca Wojsk Lotniczych, gen. dyw. pil. Tytus Krawczyc[5].

28 listopada
- powołano Honorowy Komitet Obchodów 40-lecia Kongresu Zjednoczeniowego PPR-PPS - powstania PZPR, który pod przewodnictwem I sekretarza KC PZPR gen. armii Wojciecha Jaruzelskiego zebrał się w Warszawie. W skład Komitetu weszli m.in. gen. broni dr Józef Baryła, gen. broni dr Tadeusz Szaciłło oraz gen. bryg. w st. spocz. Włodzimierz Sokorski[5].

## Grudzień
1 grudnia

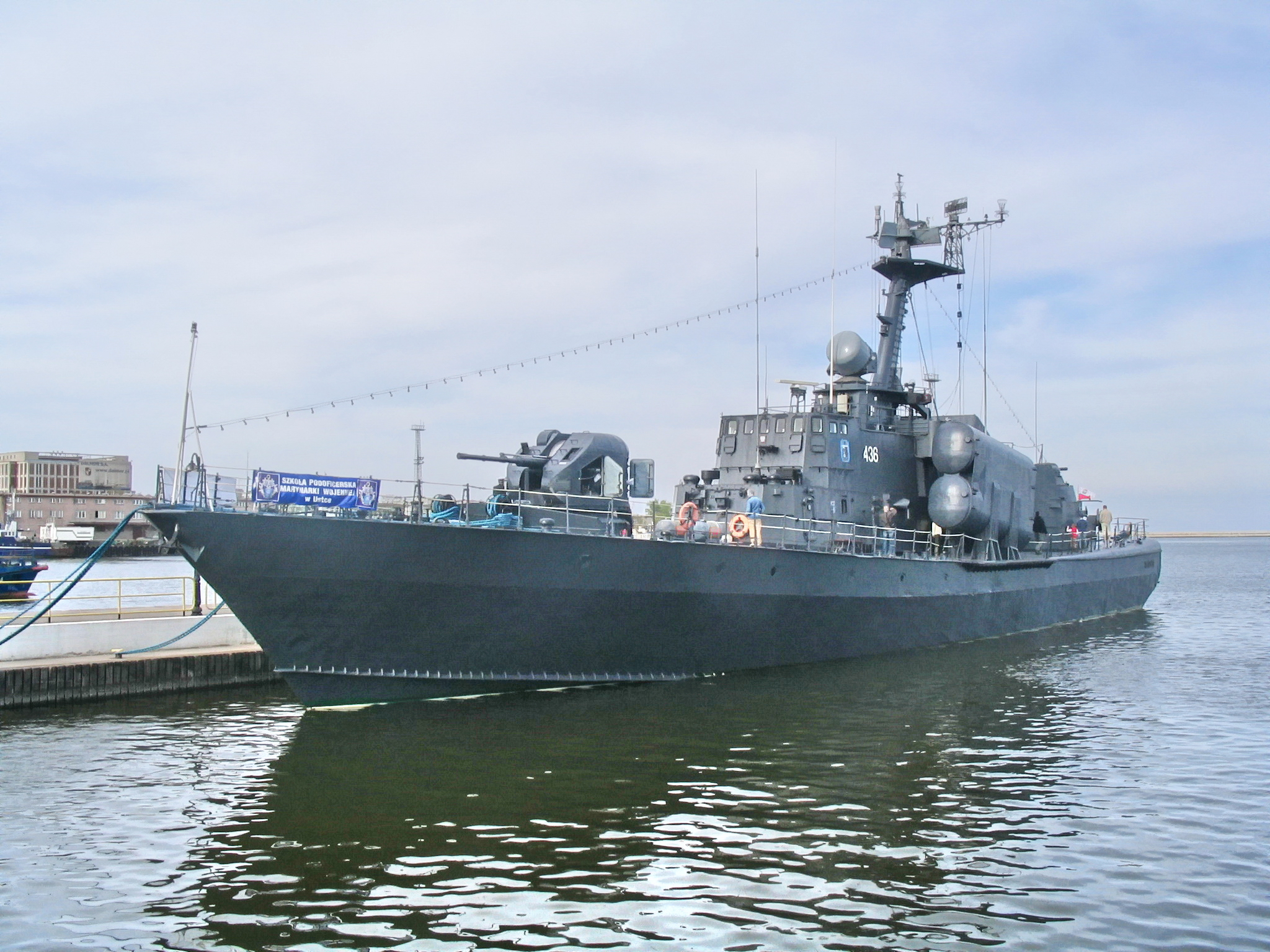
ORP Metalowiec

- z Okęcia odleciała do Syrii 31 zmiana polskiego kontyngentu wojskowego w Siłach Zbrojnych ONZ na Bliskim Wschodzie. Zmianę, której dowódcą był ppłk dypl. Franciszek Czekaj, pożegnał zastępca dowódcy Warszawskiego Okręgu Wojskowego gen. bryg. K. Owczarek[5].

2 grudnia
- na konferencji kierowniczej kadry MW podsumowano doroczny konkurs zespołowy o miano najlepszego. Najlepszym okrętem bojowym MW został ORP Metalowiec[5].

8 grudnia
- z Syrii wróciła do kraju 30 zmiana polskiego kontyngentu wojskowego Sił Zbrojnych ONZ na Bliskim Wschodzie. Zmianę wystawił Śląski Okręg Wojskowy[5]. Dowódcą zmiany był ppłk Wincenty Cybulski. Do kraju powrócił też st. chor. sztab. E. Ziobro – przedstawiciel PKW i sił UNDOF uczestniczący w uroczystości wręczenia Siłom Zbrojnym ONZ Pokojowej Nagrody Nobla[5].

14–16 grudnia
- na zaproszenie ministra obrony narodowej, gen. armii Florian Siwickiego, przebywał w Polsce minister obrony Królestwa Norwegii, Johan Joergen Holst. Minister odwiedził 1 Praski Pułk Zmechanizowany im. kpt. Władysława Wysockiego. Podczas pobytu na Wybrzeżu, w towarzystwie ministra obrony narodowej gen. armii Florian Siwickiego wizytował Akademię Marynarki Wojennej oraz okręt rakietowy ORP „Metalowiec”[5].